# Castoraeschna coronata
Castoraeschna coronata är en trollsländeart som först beskrevs av Friedrich Ris 1918.  Castoraeschna coronata ingår i släktet Castoraeschna och familjen mosaiktrollsländor. Inga underarter finns listade i Catalogue of Life.